# Zóna bez jaderných zbraní
| Smlouva              | Region                     | Plocha km2 | Státy | V platnosti od       |
| -------------------- | -------------------------- | ---------- | ----- | -------------------- |
| Antarktická          | Antarktida                 | 14,000,000 |       | 1961-06-23           |
| Kosmická             | Kosmický prostor           |            |       | 1967-10-10           |
| Tlatelolco           | Latinská Amerika a Karibik | 21,069,501 | 33    | 1969-04-25           |
| Mořské dno           | Dno moře                   |            |       | 1972-05-18           |
| Rarotonga            | jižní Tichý oceán          | 9,008,458  | 13    | 1986-12-11           |
| Bangkok              | ASEAN                      | 4,465,501  | 10    | 1997-03-28           |
| Semej                | Střední Asie               | 4,003,451  | 5     | 2009-03-21           |
| Pelindaba            | Afrika                     | 30,221,532 | 53    | 2009-07-15           |
| Všechny ZBJZ celkem: | Všechny ZBJZ celkem:       | 84,000,000 | 114   | 39% světové populace |
| Jaderné velmoci      | Jaderné velmoci            | 41,400,000 | 9     | 47% světové populace |
| Ostatní              | Ostatní                    | 24,000,000 | 74    | 14% světové populace |

Zóny bez jaderných zbraní
Jaderné velmoci
Jaderné sdílení
jen Smlouva o nešíření jaderných zbraní

Zóna bez jaderných zbraní (ZBJZ) je definována Organizací spojených národů jako dohoda, kterou skupina států svobodně vytvořila smlouvou nebo konvencí, která zakazuje vývoj, výrobu, kontrolu, držení, testování, umístění nebo přepravu jaderných zbraní v dané oblasti, která má mechanismy ověřování a kontroly k vymáhání svých závazků, a která je jako taková uznána Valným shromážděním Organizace spojených národů. Dohody o zónách bez jaderných zbraní mají podobný účel jako Smlouva o nešíření jaderných zbraní, jejíž smluvní stranou je většina zemí včetně pěti států s jadernými zbraněmi, ale jsou od ní odlišné. Jiný termín, bezjaderná zóna, často znamená oblast, která zakázala jak jadernou energetiku, tak jaderné zbraně a někdy jaderný odpad a jaderné pohony, a obvykle neznamená mezinárodní smlouvu uznanou OSN.
Definice ZBJZ nezahrnuje země nebo menší regiony, které zakázaly jaderné zbraně jednoduše svým vlastním zákonem, jako Rakousko s Atomsperrgesetz v roce 1999. Podobně Smlouva 2+4, která vedla ke znovusjednocení Německa, zakázala jaderné zbraně v nových státech Německa (Berlíně a bývalém východním Německu), ale byla dohodou pouze mezi šesti signatářskými zeměmi a bez formálních mechanismů ZBJZ.

## Geografický rozsah

Tmavě modrá oblast je mimo výlučné ekonomické zóny. Některé NWFZ jsou definovány z hlediska oblastí výlučných ekonomických zón, některé z hlediska teritoriálních vod, které jsou široké pouze 12 námořních mil.

Dnes existuje pět smluvních zón pokrývajících kontinentální nebo subkontinentální skupiny zemí (včetně jejich teritoriálních vod a vzdušného prostoru) a tři smluvní zóny regulující Antarktidu, mořské dno a vesmír, které nejsou součástí žádného státu. Smluvní zóny pro Antarktidu, mořské dno a vesmír předcházely všechny smluvní zóny na národních územích kromě jedné. Většina zemských oceánů nad mořským dnem není pokryta ZBJZ, protože svoboda moří omezuje omezení v mezinárodních vodách. OSN také uznala Mongolsko jako další zemi bez jaderných zbraní.
ZBJZ smlouvy nepokrývají mezinárodní vody (neboť tam je svoboda moří) ani přelet jaderných raket vesmírem (na rozdíl od rozmístění jaderných zbraní ve vesmíru).
Od 15. července 2009, kdy vstoupila v platnost africká ZBJZ, šest pevninských zón pokrývá 56% zemské pevniny o rozloze 149 milionů čtverečních kilometrů a 60% ze 195 států na Zemi, oproti 34% a 30% o rok dříve. V ZBJZ však žije pouze 39% světové populace, zatímco devět států s jadernými zbraněmi má 28% světové pevniny a 46% světové populace.
Zóny Antarktidy, Latinské Ameriky a jižního Pacifiku jsou vymezeny čarami zeměpisné šířky a délky, s výjimkou severozápadní hranice zóny jižního Pacifiku, která sleduje hranici australských teritoriálních vod, a tyto tři zóny tvoří souvislou oblast, ačkoli ustanovení smlouvy se nevztahují na mezinárodní vody v této oblasti. Naproti tomu zóna jihovýchodní Asie je definována jako území jejích členů včetně jejich výlučných ekonomických zón a africká zóna je také definována jako země a území, které OAU (nyní Africká unie) považuje za součást Afriky, které zahrnují blízké ostrovy u Afriky a Madagaskar. Člen AU Mauricius si nárokuje Britské indickooceánské území, kde je v současnosti americká vojenská základna Diego Garcia.

## Jaderná energetika ve státech ZBJZ
| Stát                  | Elektrárny |
| --------------------- | ---------- |
| Argentina             | 3          |
| Brazílie              | 2          |
| Mexiko                | 2          |
| Jihoafrická republika | 2          |

Čtyři země ZBJZ mají jaderné elektrárny na výrobu elektřiny. Jižní Afrika měla dříve program jaderných zbraní, který byl ukončen v roce 1989.
O Argentině a Brazílii je známo, že provozují zařízení na obohacování uranu. Mezi země, které měly v minulosti programy obohacování, patří Libye a Jižní Afrika, ačkoli libyjské zařízení nebylo nikdy funkční. Austrálie oznámila svůj záměr pokračovat v komerčním obohacování a aktivně zkoumá obohacování laserem.
Argentina a Brazílie mají také plány na stavbu jaderných ponorek.

## Protokoly nečlenských států
| Smlouva    | Britské                                                                                          | Francouzské                                                               | Americké                                                                                 | Nizozemské                                        |
| ---------- | ------------------------------------------------------------------------------------------------ | ------------------------------------------------------------------------- | ---------------------------------------------------------------------------------------- | ------------------------------------------------- |
| Tlatelolco | Anguilla, British Panenské ostrovy, Kajmanské ostrovy, Turks a Caicos, Falklandsy, Jižní Georgie | Francouzská Guyana, Guadeloupe, Martinique Svatý Bartoloměj, Svatý Martin | Puerto Rico, Americké Panenské ostrovy, Menší odlehlé ostrovy Spojených států amerických | Aruba, Curaçao, Sint Maarten, Karibské Nizozemsko |
| Rarotonga  | Pitcairnovy ostrovy                                                                              | Francouzská Polynésie, Wallis a Futuna Nová Kaledonie                     | Samoa, Jarvisův ostrov                                                                   |                                                   |
| Pelindaba  | Britské indickooceánské území                                                                    | Réunion, Mayotte, Roztroušené ostrovy                                     |                                                                                          |                                                   |

Několik smluv ZBJZ má protokoly, podle kterých mohou státy mimo zónu, které mají území v zóně, uvést ustanovení ZBJZ v platnost pro tato území. Všechna tato území jsou malé ostrovy kromě Francouzské Guyany. Spojené státy podepsaly, ale neratifikovaly protokol I ke smlouvě Rarotonga, který by se vztahoval na Americkou Samou a ostrov Jarvis. Spojené království nepřijímá, že africká ZBJZ se vztahuje na ostrov Diego Garcia v Indickém oceánu, který má americkou vojenskou základnu.

## Jižní polokoule

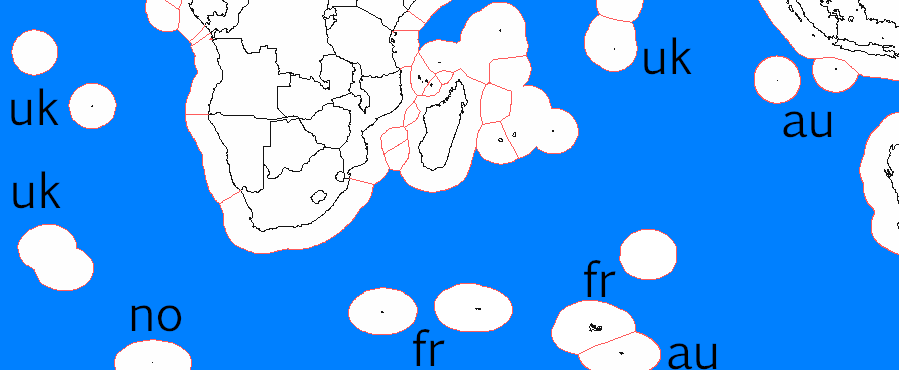
Oblast mezi rovníkem a 60° jižní šířky a mezi 20° západní délky a 115° východní délky, s výjimkou Afriky, Austrálie a Indonésie a jejich sousedních ostrovů a vod, leží mimo pět jižních ZBJZ. Malá oblast oceánu mimo pravý horní roh mapy, mezi Indonésií a Austrálií, také není v žádné ZBJZ. Australské ostrovy jsou součástí zóny ZBJZ jižního Pacifiku, ale ostatní oceánské ostrovy v této oblasti jsou ve vlastnictví Británie, Francie, Norska a Malediv a jsou jedinými zeměmi na jižní polokouli kromě Východního Timoru, které nejsou v ZBJZ.

Málo převládajících větrů překračuje rovník a účinky jaderných výbuchů na severní polokouli by mohly poslat méně spadu na jižní polokouli.
Pět jižních ZBJZ společně pokrývá celou pevninu na jižní polokouli kromě Východního Timoru, který je stále v procesu připojování k ASEAN, a kromě ostrovů v Atlantském oceánu a Indickém oceánu, které patří zemím mimo ZBJZ v rámečku na mapě ohraničeném 60° jižní šířky, 20° západní délky a 115° východní délky, které dohromady mají méně než 8000 km2 rozlohy pevniny:
- Svatá Helena a jeho závislé ostrovy Ascension Island a Tristan da Cunha- britská zámořská území

- Bouvetův ostrov-norské území

- Kergueleny, Crozetovy ostrovy, Svatý Pavel a ostrovy Nový Amsterdam, některá z francouzských jižních území

- Čagoské ostrovy (britské indickooceánské území) včetně Diego Garcia (rozporovaný Mauriciem)

- Addu a Fuvahmulah, nejjižnější atoly Malediv

V roce 1994 státy Jihoatlantické zóny míru a spolupráce vydaly „Prohlášení o denuklearizaci jižního Atlantiku“, které Valné shromáždění OSN podpořilo, ale USA, Velká Británie a Francie byly stále proti.

## Tropy
| Region        | Celé                                     | Části území                                                                 |
| ------------- | ---------------------------------------- | --------------------------------------------------------------------------- |
| Tichý oceán   | Mariany, FSM, Marshallovy ostrovy, Palau | Havaj (kromě Severozápadních havajských ostrovů), Menší odlehlé ostrovy USA |
| Arábie        | Jemen                                    | Saúdská Arábie, UAE, and Omán                                               |
| Jižní Asie    | Maledivy, Srí Lanka                      | Jižní Indie, Bangladéš                                                      |
| Východní Asie | Hainan                                   | Jün-nan, Kuang-tung/Kuang-si, Tchaj-wan                                     |

Oblasti Latinské Ameriky, Afriky, jižního Pacifiku a jihovýchodní Asie také pokrývají většinu pevniny v tropech, ale ne některé oblasti severní polokoule jižně od obratníku Raka. Většina tropické pevniny mimo ZBJZ je v Indii a na Arabském poloostrově.
Malá část území pokryté pěti jižními zónami bez jaderných zbraní se rozkládá na sever od obratníku Raka: pouze severní Mexiko, severní Bahamy, severní Myanmar a severní Afrika. Středoasijské a mongolské zóny jsou však zcela v severním mírném pásmu.

## Severní polokoule

Zóny bez jaderných zbraní
Jaderné velmoci
Ani jedno, ale člen NATO
Ani jedno, ale jaderná energetika
Ani jedno, ale NATO a jaderná energetika
Jen smluvní strana Smlouvy o nešíření jaderných zbraní

Severoatlantické aliance je geostrategická vojenská aliance pokrývající většinu Evropy a Severní Ameriky.

Většina států, které nejsou státy s jadernými zbraněmi SJZ a nejsou ZBJZ, se nachází v Evropě a severním Pacifiku a jsou členy (nebo jsou obklopeny) kolektivními bezpečnostními aliancemi se státy s jadernými zbraněmi pocházejícími z dob studené války a před hnutím ZBJZ.
Dvacet dva států není součástí ZBJZ nebo kolektivního bezpečnostního bloku ani států s jadernými zbraněmi, dvanáct na Středním východě, šest v jižní Asii a čtyři v bývalém Sovětském svazu. Byly předloženy návrhy ZBJZ pro Blízký východ (např. Jaderný program Íránu, návrh OSN z roku 2009, 2011 fórum MAAE), Korejský poloostrov, střední Evropu, Jižní Asii, jihovýchodní Asii a Arktidu.
Všechny země bez jaderných zbraní, kromě Jižního Súdánu, jsou smluvními stranami Smlouvy o nešíření jaderných zbraní, stejně jako pět států s jadernými zbraněmi, na které se vztahují sankce Smlouvy o nešíření jaderných zbraní.

### Evropa
Spojené království, Francie a USA sdílejí jaderný deštník s dalšími 29 členy NATO a čtyřmi státy Evropské unie, které nejsou součástí NATO (Rakousko, Kypr, Irsko, Malta), ale jsou součástí Společné bezpečnostní a obranné politiky EU.
Další evropské země na západ od bývalého Sovětského svazu jsou malé západoevropské státy a jsou obklopeny a spojeny s EU a NATO , ale nejsou jejich členy (Švýcarsko a evropské mikrostáty Lichtenštejnsko, Monako, San Marino, Vatikán, Andorra) nebo balkánské státy, které dosud nevstoupily do EU a NATO (Bosna, Srbsko a Kosovo).
NATO také zahrnuje Turecko a Kanadu.

### Dřívější Sovětský svaz
Bělorusko a Arménie jsou spolu s některými členy středoasijské ZBJZ spojenci Ruska v CSTO, tři pobaltské státy vstoupily do NATO a státy GUAM (Gruzie, Ázerbájdžán, Ukrajina, Moldavsko) nejsou smluvními stranami ani jedné bezpečnostní smlouvy.

### Severní Pacifik
Jižní Korea a Japonsko jsou americkými spojenci pod jejím jaderným deštníkem, zatímco tři mikronéské státy (Marshallovy ostrovy, Federativní státy Mikronésie a Palau) jsou v Dohodě o volném přidružení s USA (COFA).

### Jižní Asie
Indie a Pákistán jsou státy s jadernými zbraněmi a šest dalších jihoasijských států (Afghánistán, Srí Lanka, Maledivy, Bangladéš, Nepál, Bhútán) nejsou součástí ZBJZ ani bezpečnostního bloku.

### Střední východ
Šest států Rady pro spolupráci arabských států v Zálivu, 5 dalších států Ligy arabských států mimo Afriku (Jemen, Jordánsko, Libanon, Sýrie, Irák) a Írán (viz jaderný program Íránu) nejsou státy s jadernými zbraněmi a nejsou součástí ZBJZ. Valné shromáždění OSN naléhalo na zřízení blízkovýchodní ZBJZ a hodnotící konference Smlouvy o nešíření jaderných zbraní v letech 1995 a 2010 vyzvaly k vytvoření zóny bez všech zbraní hromadného ničení na Blízkém východě. V prosinci 2013 se v Haifě konala mezinárodní konference Za Blízký východ bez zbraní hromadného ničení, které se zúčastnili občané z celého světa znepokojení nedostatečným pokrokem v oficiálních jednáních.

## Pozice České republiky
Studená válka rozdělila střední Evropu na členské státy Varšavské smlouvy (Československo, Německou demokratickou republiku, Maďarsko a Polsko) a členské státy Severoatlantické smlouvy (NATO). Ke konci roku 1957 polský ministr zahraničí Adam Rapacki vyzval ke zřízení středoevropského ZBJZ, která by zahrnovala Československo, obě německé republiky a Polsko. Toto odmítlo Spojené království a Spojené státy(ačkoliv to bylo pozitivně přijato Belgií, Kanadou, Norskem a Švédskem), z velké části na základě toho, že jaderné zbraně bylo třeba rozmístit ve střední Evropě, aby vyvážily a odradily početně převyšující konvenční síly Varšavské smlouvy rozmístěné v regionu.
Česká republika je zavázána smlouvou o nešíření jaderných zbraní ,jaderné zbraně nevlastní, ani se neúčastní programu sdílení jaderných zbraní. Česká republika odmítá přistoupit ke Smlouvě o zákazu jaderných zbraní, která zakazuje umístění cizích jaderných zbraní na půdě jejích smluvních stran za jakýchkoli okolností. Jako člen NATO se Česká republika aktivně podílí v programu jaderného odstrašování například účastí na jednáních skupiny jaderném plánování NPG . Strategických cvičení jaderných aliančních vzdušných sil (například STEADFAST NOON ) se české letectvo účastní v rámci programu SNOWCAT (Support Nuclear Operations With Conventional Air Tactics), což je podpora jaderných operací s konvenčními vzdušnými silami. 